# Skæring
Skæring er en bydel i Aarhus beliggende ca. 10 km nordøst for Aarhus C og ét af de mest velhavende områder i Aarhusområdet.
Skæring er en del af Skæring-Egå med 10.200 indbyggere 1. jan 2018.
Skæring Sogn har pr. 1. januar 2006 4.977 indbyggere, hvoraf de 4.402 er medlemmer af den danske folkekirke. Der blev i 2005 født 57 børn i Skæring, og der var i alt 46 dødsfald.
Skæring har gode badestrande og en lystbådehavn (Kaløvig Bådelaug). Militæret har nu nedlagt et gammelt tysk skydeteræn, som nu bruges som rekreativt område. Området kaldes Mindelunden, et navn, der kommer af, at den tyske besættelsesmagt her på stedet den 2. december 1943 henrettede 5 modstandsfolk for deres deltagelse i sabotagen på broerne ved Langå. Sammen med Egå er Skæring et af de mest velhavende kvartere af Aarhus.